# 위니 라이트너

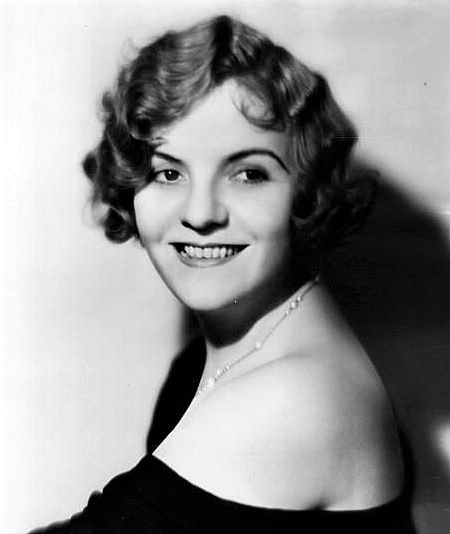

위니 라이트너(Winnie Lightner, 1899년 9월 17일 ~ 1971년 3월 5일)는 미국의 배우, 연극 배우, 영화배우이다.
셔먼오크스에서 사망하였다. 사인은 질병이다.

## 영화
- 댄싱 레이디 (1933년)
- 맨하튼 퍼레이드 (1931년)
- 라이프 오브 더 파티 (1930년)
- 홀드 에브리씽 (1930년)
- 쇼 오브 쇼 (1929년)
- 브로드웨이의 황금광들 (1929년)